# Beda mit palme
Beda mit palme (* 1989 in Linz als Peter Chalupar) ist ein österreichischer Musiker, Multiinstrumentalist und Künstler. Er gilt als Vertreter des Austro-Reggae und zählt zu den Gründungsmitgliedern des Vokalensembles Lalá und der Popband Folkshilfe. 

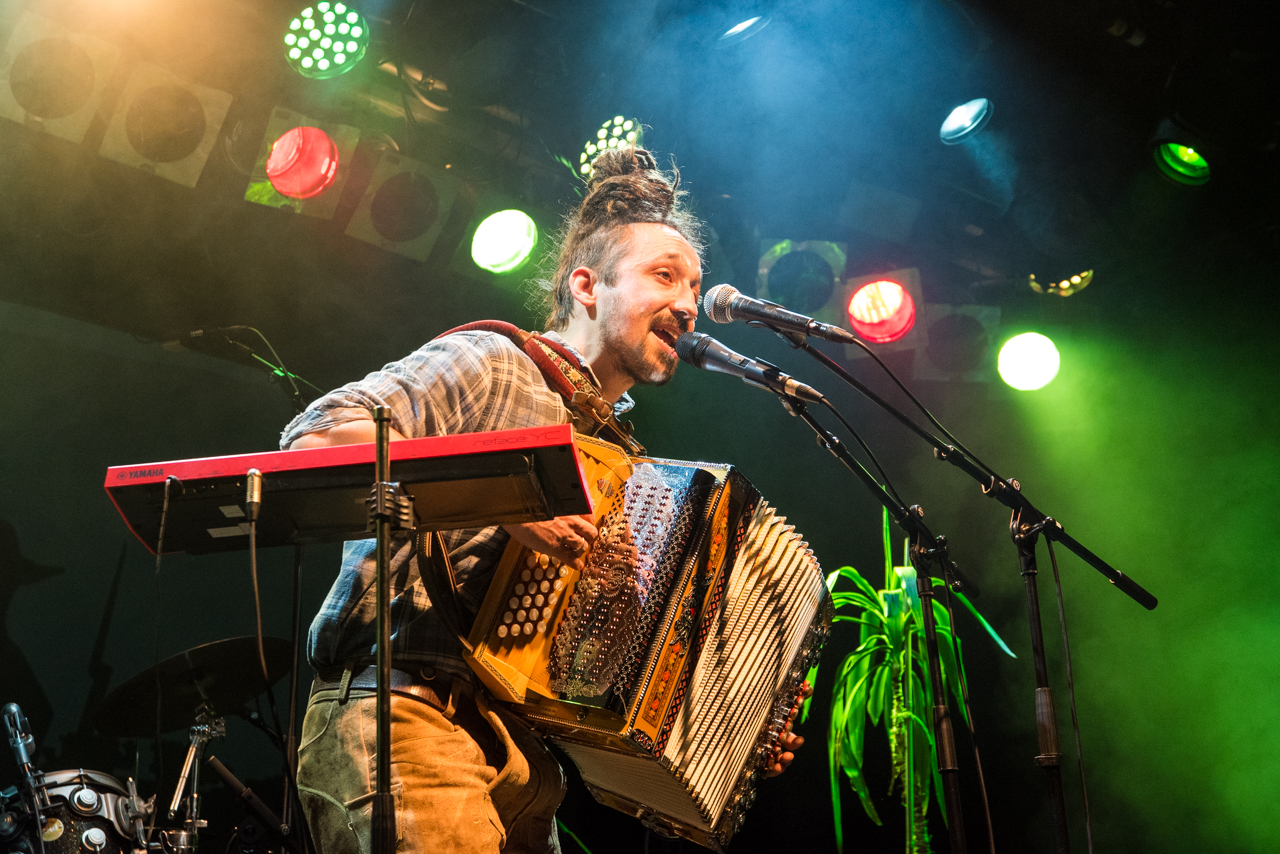
beda mit palme beim Finale des Radio FM4 Protestsongcontest 2024

## Geschichte

### Lalà
Während der Schulzeit am Adalbert-Stifter-Gymnasium gründete er gemeinsam mit drei Schulkollegen (Ilia Staple, Julia Kaineder, Mathias Kaineder) das inzwischen international renommierte Vokalensemble Lalá. Es folgten schnell weltweite Auftritte. 2010 erhielt die Gruppe die Jazz-Nachwuchsförderung durch Marianne Mendt. Bis heute ist er als Tenor bei Lalá aktiv.

### Beda mit palme
Im Jahr 2010 begann er sein Soloprojekt als beda mit palme. In seinen Dialekt-Liedern verbindet er Reggae mit traditioneller Volksmusik und Pop. 2013 veröffentlichte er mit „Mundoatära is“ das erste Album. Im Jahr 2016 folgte „na moizeit“ und 2018 „Quetschnroots“. Bei seinen Live-Auftritten sowie Interviews brachte er stets eine echte Palme mit. Die Topfpflanze wurde deshalb neben der Ziehharmonika und den Dialekttexten zu seinem Markenzeichen.
Im Sommer 2011 gründete er gemeinsam mit seinen Bandkollegen (Gabriel Fröhlich, Mathais Kaineder) die Gruppe Folkshilfe, verließ die Gruppe aber ein Jahr später wieder aus persönlichen Gründen. Florian Ritt wurde sein Nachfolger an der steirischen Harmonika.
Von 2017 bis 2021 spielte er mehrere Konzerte als Trio mit seinem Bruder Josef Chalupar (Percussion) und Thomas Nigl von den Blech Brass Brothers (Tuba und Helicon). Heute ist er meist Solo unterwegs, wobei der Loop ein Hauptbestandteil seiner Bühnenshow geworden ist. Außerdem experimentiert er mit neuen Konzert-Formaten wie Wohnzimmerkonzerten, Familienkonzerten und Straßenmusiksessions.
Im Jahr 2022 widmete er dem österreichischen Unternehmen Sonnentor ein Lied mit dem Titel „Do geht di Sun“ auf. Er trat in verschiedenen Fernseh- und Radiosendungen auf, unter anderem bei Guten Morgen Österreich und bei Hoamatsound des ORFs. Im Februar 2024 gastierte er im Finale des FM4 Protestsongcontests im Rabenhof Theater Wien mit dem Lied „Gredt wird vü“.

## Kooperationen
Mit zwölf weiteren oberösterreichischen Musikern initiierte beda im Jahr 2016 den Sampler „Wir sind Solo“. Er selbst steuerte er den Song „Gsöschoftsdruck“ bei. Die Platte wurde im Tonstudio von Manuel Normal in Audio und Video aufgenommen und von Kofferradio produziert. 
Seit 2017 tritt beda mit palme regelmäßig mit den Blech Brass Brothers auf. 2018 entstand das Lied „Schware Göd“. 2019 folgte ein gemeinsamer Auftritt am Woodstock der Blasmusik. Er spielte außerdem viele namhafte Support-Konzerte, unter anderem für EAV, Krautschädl, folkshilfe, Jamaram und Rainer von Vielen.

## Kunstprojekte
2015 erarbeitete er mit den syrischen Künstlern Fatina Saleh und Mazen Muna ein Pantomime Stück namens „Here is Damaskus“.
2019 begann er auf dem Weg in den Proberaum weggeworfene Zigarettenstummel zu sammeln und seine Aktion öffentlich zu teilen, um auf humorvolle Weise Bewusstsein für Müllentsorgung zu schaffen. Die Aktion erregte mediale Aufmerksamkeit. Anfang 2024 hatte er bereits 50.000 Zigarettenstummel gesammelt. Sobald das Ziel von 100.000 Stück erreicht ist, sind Schulbesuche und eine Kunstausstellung geplant.

## Diskografie

### Studioalben
- 2013: Mundoatära is
- 2016: na moizeit  (Kofferradio)
- 2018: Quetschnroots (DIEgital Records)

### Singles
- 2018: Schware Göd
- 2020: Zeit für die Leid
- 2021: Lebn
- 2022: Do geht di Sun auf
- 2023: Daunzn
- 2024: Gredt wird vü, Liabe Leid

## Auszeichnungen
- 2006: erster Platz bei Prima la Musica in der Kategorie Alte Musik
- 2007: zwei Diplome in Gold beim 8. Internationalen Chorwettbewerb in Graz
- 2008: zwei Gold- und zwei Silbermedaillen bei den 5th-World-Choir-Games